# Pavlo-Mîkolaiivka (Adjamka), Kirovohrad
Pavlo-Mîkolaiivka (în ucraineană Павло-Миколаївка) este un sat în comuna Adjamka din raionul Kirovohrad, regiunea Kirovohrad, Ucraina.

## Demografie
Componența lingvistică a localității Pavlo-Mîkolaiivka
     Ucraineană (100%)
Conform recensământului din 2001, toată populația localității Pavlo-Mîkolaiivka era vorbitoare de ucraineană (100%).